# William Walton
Sir William Turner Walton OM (ur. 29 marca 1902 w Oldham, Anglia, zm. 8 marca 1983 w Ischii, Włochy) – brytyjski kompozytor i dyrygent.

## Życiorys
Podstawową wiedzę muzyczną w zakresie śpiewu, gry na fortepianie, organach i skrzypcach otrzymał od ojca – nauczyciela śpiewu, chórmistrza i organisty. W latach 1912–1918 kształcił się u Hugh Allena,  organisty w Christ Church Cathedral School w Oksfordzie. W tym czasie podjął pierwsze próby kompozytorskie, które ujawniły jego talent. Dzięki protekcji i wsparciu finansowemu dziekana Christ Church Thomasa Stronga (późniejszego wicekanclerza Uniwersytetu Oksfordzkiego i biskupa Oksfordu), został w 1918 przyjęty na uniwersytet mając zaledwie 16 lat. Koncentrował się tam na studiowaniu partytur nowatorskich kompozytorów, takich jak Claude Debussy, Maurice Ravel, Siergiej Prokofjew i Igor Strawinski oraz na rozwijaniu swoich umiejętności orkiestracji. Po dwóch latach opuścił uniwersytet bez dyplomu, trzykrotnie nie zdając obowiązkowego egzaminu (B.A.).
W 1920 przeniósł się do Londynu i zamieszkał u Edith Sitwell i jej braci: Osberta i Sacheverella – artystokratycznej rodziny wpierającej młode talenty. Pobierał lekcje u Edwarda Denta i Ernesta Ansermeta oraz korzystał ze wskazówek Ferruccia Busoniego. W tym czasie poznał Igora Strawinskiego i George’a Gershwina, współpracował z jazzowym zespołem Debroy Somers’ Savoy Orpheans w londyńskim hotelu Savoy, skomponował także eksperymentalny Kwartet smyczkowy, który zdobył uznanie Albana Berga. Rozgłos przyniósł mu  cykl Façade (1922–1929) pomyślany jako muzyka towarzysząca recytacji surrealistycznych poezji Edith Sitwell.
W latach 20. odbył podróże do Włoch i Hiszpanii, co miało wpływ na jego artystyczny rozwój. Powstały wtedy utwory: Sinfonia concertante (1926–1927), Koncert na altówkę (1929) i kantata Belshazza’s Feast (1930–1931), które ugruntowały jego pozycję lidera wśród brytyjskich kompozytorów młodej generacji.
Międzynarodową renomę uzyskał w latach 30. dzięki Koncertowi skrzypcowemu (1928–1929) oraz I Symfonii (1931–1935) – utworom należącym do najważniejszych osiągnięć w całym jego dorobku kompozytorskim. Następnym ważnym krokiem w jego karierze, dającym mu miano następny Edwarda Elgara, był skomponowany na zamówienie utwór Crown Imperial (1936) – uroczysty marsz wykonany podczas koronacji Jerzego VI. W 1953 napisał Coronation Te Deum, zamówione na uroczystości koronacyjne Elżbiety II. Ważnymi kompozycjami powojennego okresu jego twórczości jest Koncert wiolonczelowy (1955–1956) zamówiony przez Grigorija Piatigorskiego, Partita na orkiestrę (1957) napisana na obchody 40-lecia Cleveland Orchestra, II Symfonia (1957–1960) oraz Wariacje na temat Hindemitha (1962).

## Nagrody, wyróżnienia, odznaczenia
(na podstawie materiałów źródłowych)
- 1947 – Złoty Medal Royal Philharmonic Society
- 1967 – Order Zasługi (Wielka Brytania)
- 1972 – Medal Benjamina Franklina
- 1978 – honorowe członkostwo Amerykańskiej Akademii Sztuki i Literatury
- 1982 – Ivor Novello Awards

W 1951 zostało mu nadane szlachectwo. Otrzymał siedem tytułów doktora honoris causa, w tym Uniwersytetu Oksfordzkiego.

## Twórczość
Stylistycznie jego twórczość jest bardzo ważnym dla angielskiej muzyki łącznikiem pomiędzy dorobkiem artystycznym Ralpha Vaughana Williamsa a Benjamina Brittena. Walton stworzył własny, oryginalny i dość przystępny język muzyczny czerpiąc z różnych źródeł: angielskiej tradycji postromantycznej, z muzyki Strawinskiego, Ravela, Sibeliusa, francuskiej Grupy Sześciu, ale też z jazzu i muzyki popularnej. 
Początkowo nowatorski, dość szybko odszedł od młodzieńczej fascynacji modernizmem. Z czasem odrzucił też neoklasycystyczne i wszelkie radykalne środki wyrazu, ostatecznie wyznając otwarcie estetykę romantyczną i tonalny język dźwiękowy. 
Jego największymi dokonaniami są dzieła symfoniczne i koncertowe. Ważne są też obie opery: Troilus and Cressida (1954, zrewid. 1963) i The Bear (1967) według Czechowa. Pisał także balety, utwory wokalno-orkiestrowe, kameralne, pieśni, utwory organowe oraz muzykę teatralną i filmową – m.in. do filmów Laurence’a Oliviera: Henryk V (1944), Hamlet (1947) i Ryszard III (1955).